# Некрасово (сільське поселення Угорське)
Некрасово (рос. Некрасово) — присілок в Дзержинському районі Калузької області Російської Федерації.
Населення становить 3 особи. Входить до складу муніципального утворення Угорське сільське поселення.

## Історія
Від 2004 року входить до складу муніципального утворення Угорське сільське поселення.

## Населення
| 2002 | 2010 |
| ---- | ---- |
| 10   | ↘3   |